# 南沙濕地公園
南沙濕地公園，又被稱為南沙濕地景區、南沙濱海濕地景區或南沙濕地，是位於中华人民共和国廣東省廣州市南沙區萬頃沙十八涌至十九涌之間的一個濕地公園，為國家4A級旅遊景區。南沙濕地公園原為珠江入海口的泥灘，後被圍墾，1995年開始培育濕地，2008年對外開放。公園占地面積約9,600亩（640公頃），是廣州市面積最大的濕地。截止至2021年年底，南沙濕地公園種植紅樹林約1,800亩（120公頃），監測到鳥類185種，數量超過10萬隻，占廣州候鳥總數50%以上，已經成為珠三角地區重要的河口濕地之一。南沙濕地公園以「濕地唱晚」的名稱，在2011年被選為「羊城八景」之一，被譽為「廣州綠腎」及珠江三角洲的「候鳥天堂」。

## 歷史
南沙濕地公園原為珠江入海口的泥灘。1963年，番禺市成立了專門的圍墾公司開始將此片泥灘圍墾為陸地。在1980年代，此地被圍海造田用作種植甘蔗及蓮花的田地。此地吸引諸多候鳥前往棲息。1990年代，圍墾公司開始在此地種植紅樹林以培育濕地。1995年，成立濕地游覽區管理機構。2005年7月，曾計劃濕地公園一期於2006年元旦對外開放。2007年1月，廣州市人民政府提出要加快南沙濕地公園的建設。2008年元旦，南沙濕地公園一期對外開放營業。
2007年，南沙濕地公園二期開始建設。2009時，計劃在廣州亞運之前開放。2010年9月，南沙濕地公園二期的部分景觀建設完成，計劃將在10月1日對外開放部分區域，但後來並未開放。2011年4月，南沙濕地公園二期計劃新建800米長的步行棧道及3.4公里長的綠道，新引進30多種濕地植物，并且在當年年底前開放，但最後未如期開放。2012年4月，南沙濕地公園二期初步建設完成，管理權由南沙區移交給景區。2013年4月，南沙濕地公園二期計劃在當年的5月1日開放，最終於2013年4月28日開放。

## 規畫
南沙濕地公園以靈新公路為界劃分為兩個區域。靈新公路以東的區域面積達3,400亩（230公頃），其中水域面積200公頃被稱為一期，又稱為生態保護核心區、A區，於1994年開始進行人工改造，2008年開放。靈新公路以西的區域面積達5,600亩（370公頃），其中水域面積373公頃，被稱為二期，又稱為綜合開發生態旅游區、B區、尋夢園，於2007年開始進行人工改造，2013年4月28日開放。同时二期湿地将有万顷沙支线从上方穿过，但由于该区域鸟类群类较为单一与稀少，因此不会影响鸟类迁飞与活动。

## 交通
廣州地鐵18號綫開通前，遊客若要搭乘公共交通前往南沙濕地公園，需要在4號綫蕉門站下車轉乘一兩次公車才能抵達。18號綫開通後，游客僅需在萬頃沙站下車轉乘南沙11或25路公車，花費約38分鐘即可抵達。遊客亦可在驅車在南沙港快速路的十六涌或瀝心沙出口下高速，若在前者駛離高速，沿指示驅車2公里即可抵達。
| 编号 | 编号   | 线路             | 线路 | 线路   | 收费 | 备注       |
| ---- | ------ | ---------------- | ---- | ------ | ---- | ---------- |
|      | 南沙G1 | 蕉门公交总站     | ⇆    | 十九涌 | 3元  | 30分/班    |
|      | 南沙11 | 医谷（视联科创） | ⇆    | 新垦   | 2元  | 60分/班    |
|      | 南沙25 | 万顷沙           | ⇆    | 十九涌 | 3元  | 30–60分/班 |